# Leucoptera coffeella
Leucoptera coffeella is een vlinder uit de familie van de sneeuwmotten (Lyonetiidae). De wetenschappelijke naam van de soort is voor het eerst geldig gepubliceerd in 1842 door Félix Édouard Guérin-Méneville.
De soort komt voor in het Afrotropisch gebied en in de neotropen.
Deze soort kan optreden als een plaaginsect dat schade toebrengt aan de koffieteelt in Centraal- en Zuid-Amerika en West-Indië. De larven leven in de bladeren van de koffieplant waarin ze galerijen uitvreten. Ze verpoppen in een cocon aan de onderzijde van de bladeren. De bladval die daar het gevolg van is veroorzaakt een belangrijke vermindering van de opbrengst. In tropische streken vermenigvuldigt de soort zich zeer snel; volgens Guérin-Méneville met een generatie om de veertig dagen.